# Philipp Heck

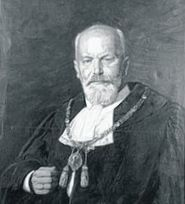
Philipp von Heck in der Tübinger Professorengalerie

Philipp Nicolai Heck, seit 1912 Ritter von Heck (* 22. Juli 1858 in Sankt Petersburg; † 28. Juni 1943 in Tübingen) war ein deutscher Jurist, der als wegweisend für die deutsche Interessenjurisprudenz gilt.

## Leben
Heck ging in Sankt Petersburg zur Schule. Nachdem seine Familie 1870 nach Wiesbaden zog, besuchte er dort das Gymnasium. Später studierte er zunächst Mathematik in Leipzig, wechselte aber bald zur Rechtswissenschaft, angeregt durch die Lektüre von Jherings Geist des römischen Rechts. Nach weiteren Studienjahren in Heidelberg und Berlin legte er 1886 das Assessorexamen ab. In Berlin promovierte und habilitierte er sich 1889. 1891 wurde er als ordentlicher Professor an die Universität Greifswald berufen, von der aus er 1892 als Nachfolger Eugen Hubers nach Halle wechselte. Ab 1901 bis zu seiner Emeritierung 1928 lehrte er in Tübingen. Dort war er 1911/12 Rektor.

## Werk
Die Schwerpunkte der Arbeit Hecks lagen auf dem Gebiet der Rechtsgeschichte, des Zivilrechts und insbesondere der juristischen Methodenlehre.

### Interessenjurisprudenz
Bekanntheit und großen Einfluss erreichte Heck mit seiner auf Jhering aufbauenden Methodenlehre der Interessenjurisprudenz. Er leitete sie aus der Begriffsjurisprudenz ab und entwickelte sie insoweit weiter. Die Begriffsjurisprudenz hatte versucht, ein schlüssiges System von Rechtsbegriffen zu errichten, das so logisch in sich schloss, dass es einer Rechtsauslegung durch den Richter nicht mehr bedürfen sollte. Die Interessensjurisprudenz legte dem Richter nahe, bei der Auslegung von Rechtsnormen die Interessen zu beachten, die der (historische) Gesetzgeber seiner legislatorischen Entscheidung zu Grunde gelegt hatte. Unter Berücksichtigung dieser gesetzgeberischen Interessenswertung, sollte er den rechtshängigen Einzelfall behandeln, gleichsam in „denkendem Gehorsam“ auslegen und entscheiden. Auf der anderen Seite bekämpfte er, teilweise polemisch, die sogenannte Freirechtsschule, die eine stärkere Freiheit des Richters in der Auslegung befürwortete.
Somit ist die historische Interpretation zur Ermittlung der Zwecke, die der Gesetzgeber im Auge hatte, das zentrale methodische Element. Heck will die Wertungen des Gesetzgebers verwirklichen, und zwar ohne Verfälschung durch richterliche Wertungen. Hecks Interessenjurisprudenz ist damit eine demokratische Methode im Sinn einer funktionierenden Gewaltenteilung, die respektiert, dass die Gewalt vom Volk ausgeht und durch Gesetze, die bestimmte politische Zwecke verfolgen, ausgedrückt wird. Die Wertungen des Gesetzgebers sind in denkendem Gehorsam vom Richter herauszuarbeiten und bei der Entscheidung des lebendigen Falles zu befolgen.

### Lückentheorie
Heck wies als erster die Lückenhaftigkeit der Rechtsordnung als „Wertungslücken“ methodisch und begrifflich aus. Die Begriffsjurisprudenz war noch von einem lückenlosen Rechtssystem ausgegangen.

### Ablösung durch Larenz’ Lehre von der normativen Kraft der Lebenswirklichkeit
Zur Zeit des Nationalsozialismus stieß Hecks demokratische Rechtsmethode der Interessenjurisprudenz zunehmend auf Kritik. Karl Larenz und andere – vor allem der Kieler Schule nahestehende Rechtswissenschaftler – bezeichneten die Interessenjurisprudenz als die überwundene Methodik eines liberalistischen und bürgerlichen Zeitalters. Heck selbst trat dieser Kritik dadurch entgegen, dass er sich selbst dem Nationalsozialismus annäherte und seine Lehre von der Interessenjurisprudenz ideologisch an die NS-Rechtslehre anzupassen versuchte.

### Weitere Lehrtätigkeit
Weitere Vorlesungen hielt er zum bürgerlichen Recht, Wechselrecht und Internationalem Privatrecht. Auf Philipp Heck geht der Ausdruck „Paschastellung“ für den Gläubiger in der Gesamtschuld zurück. Kaum eine Bedeutung mehr haben aber seine Studien zur friesischen Rechtsgeschichte, die in der Zeit in Halle entstanden sind, oder die Arbeiten zur deutschen Rechtsgeschichte (insbesondere zum Sachsenspiegel).

## Ehrungen
Im Jahr 1938 wurde ihm die Goethe-Medaille für Kunst und Wissenschaft verliehen.
Er war Ehrenmitglied der Studentenverbindung AV Igel Tübingen.

## Schriften (Auswahl)
- Das Recht der großen Haverei. 1889.
- Die altfriesische Gerichtsverfassung. 1894.
- Beiträge zur Geschichte der Stände im Mittelalter. Zwei Bände. 1900/1905.
- Das Problem der Rechtsgewinnung. 1912.
- Gesetzesauslegung und Interessenjurisprudenz. 1914.
- Pfleghafte und Grafschaftsbauern in Ostfalen. 1916.
- Die Entstehung der Lex Frisionum. 1927.
- Die Standesgliederung der Sachsen im frühen Mittelalter. 1927.
- Grundriß des Schuldrechts. 1929.
- Grundriß des Sachenrechts. 1930 (online).
- Übersetzungsprobleme im frühen Mittelalter. 1931 (online, online).
- Begriffsbildung und Interessenjurisprudenz. 1932.
- Blut und Stand im altsächsischen Rechte und im Sachsenspiegel. 1935.
- Rechtserneuerung und juristische Methodenlehre. 1936.
- Untersuchungen zur altsächsischen Standesgliederung. Insbesondere über die ständische Bedeutung des Handgemals. 1936 (online).
- Das abstrakte dingliche Rechtsgeschäft. 1937.
- Eike von Repgow. Verfasser der alten Zusätze zu dem Sachsenspiegel. 1939.
- Drei Studien zur Ständegeschichte. Hofleute, Häuptlinge, fränkische Gemeinfreiheit. 1939.